# Challenger de Prostějov 2021
El torneo Moneta Czech Open 2021 fue un torneo profesional de tenis. Perteneció al ATP Challenger Series 2021. Se disputó en su 28.ª edición sobre superficie tierra batida, en Prostějov, República Checa, entre el 14 y el 20 de junio de 2021.

## Jugadores participantes del cuadro de individuales
| Favorito | País                       | Jugador               | Rank1 | Posición en el torneo |
| -------- | -------------------------- | --------------------- | ----- | --------------------- |
| 1        | Bandera de España          | Pablo Andújar         | 68    | Primera ronda         |
| 2        | Bandera de República Checa | Jiří Veselý           | 71    | Segunda ronda         |
| 3        | Bandera de Italia          | Gianluca Mager        | 87    | Semifinales           |
| 4        | Bandera de Argentina       | Federico Coria        | 94    | CAMPEÓN               |
| 5        | Bandera de Bolivia         | Hugo Dellien          | 124   | Cuartos de final      |
| 6        | Bandera de Eslovaquia      | Jozef Kovalík         | 127   | Primera ronda         |
| 7        | Bandera de Argentina       | Juan Manuel Cerúndolo | 147   | Primera ronda, retiro |
| 8        | Bandera de Eslovenia       | Blaž Rola             | 155   | Cuartos de final      |

- 1 Se ha tomado en cuenta el ranking del 31 de mayo de 2021.

### Otros participantes
Los siguientes jugadores recibieron una invitación (wild card), por lo tanto ingresan directamente al cuadro principal (WC):
- Andrew Paulson
- Daniel Siniakov
- Dalibor Svrčina

Los siguientes jugadores ingresan al cuadro principal tras disputar el cuadro clasificatorio (Q):
- Alexander Erler
- Skander Mansouri
- David Poljak
- Alex Rybakov

## Campeones

### Individual Masculino
- Federico Coria derrotó en la final a  Alex Molčan, 7–6(1), 6–3

### Dobles Masculino
- Aleksandr Nedovyesov /  Gonçalo Oliveira derrotaron en la final a  Roman Jebavý /  Zdeněk Kolář, 1–6, 7–6(5), [10–6]